# Volkspark Langendreer

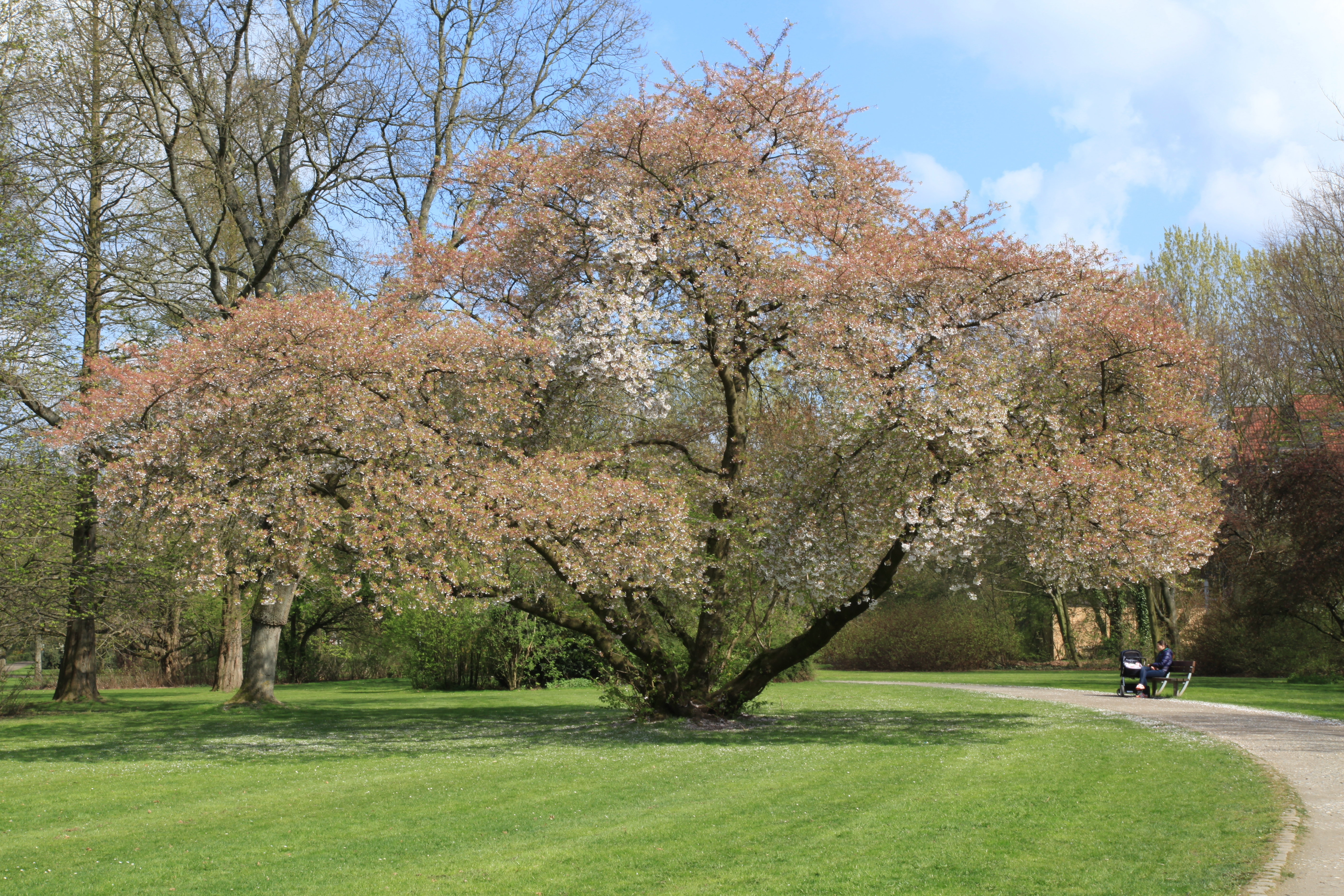
Volkspark Langendreer, 2012

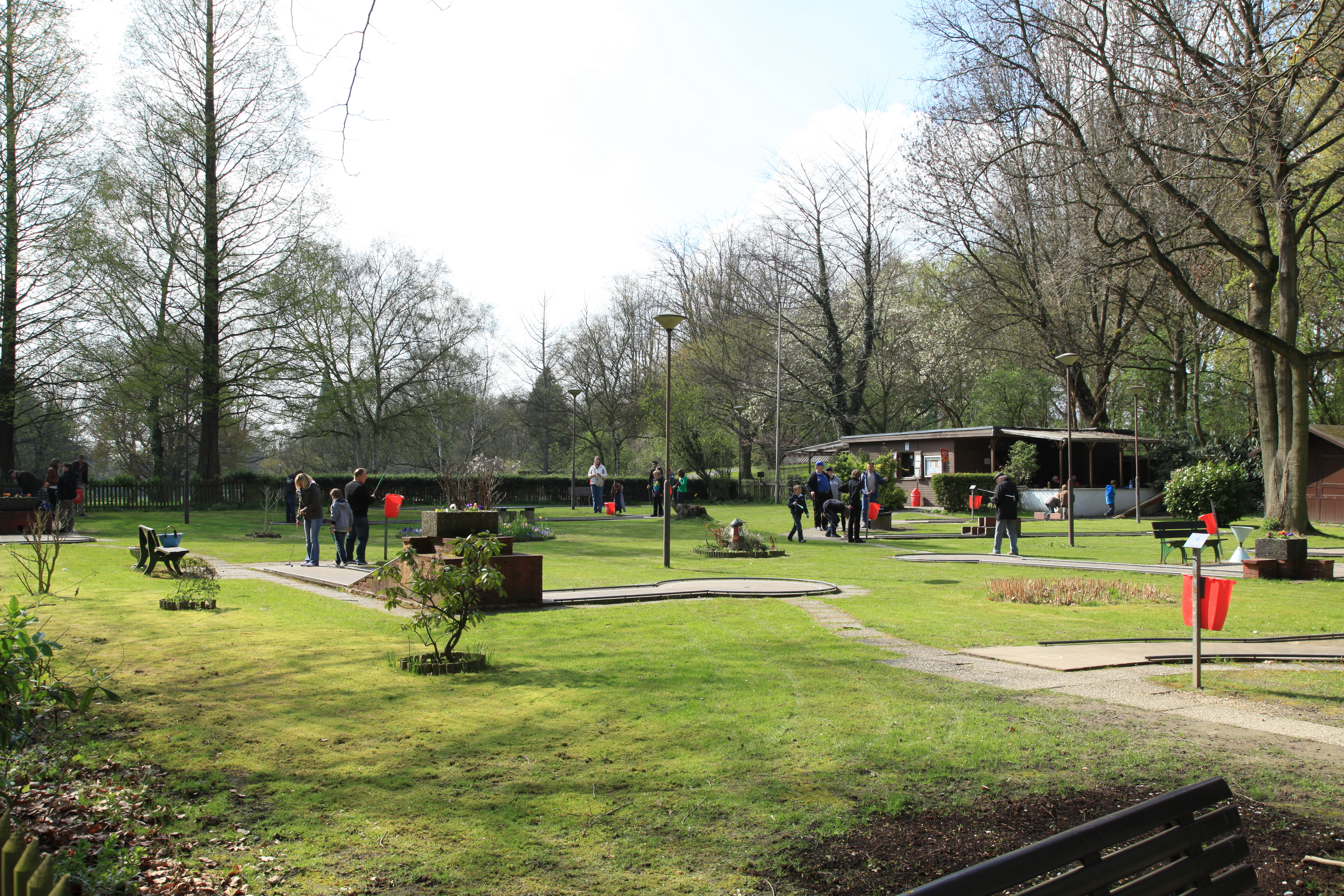
Minigolfanlage im Volkspark Langendreer, 2012

Der Volkspark Langendreer ist ein Volkspark im Stadtteil Langendreer im Osten von Bochum.
Der Park mit Liegewiese, Bäumen und Sträuchern entspricht vom Konzept her einem Volkspark bzw. Volksgarten des letzten Jahrhunderts. Er entstand Anfang der 1960er Jahre nach einem Entwurf des Stadtgartendirektors Helmuth Rockholtz (1923–2017) auf dem Gelände zweier ehemaliger Ziegeleien.  Von der Tradition her gehört er zu den vergleichbaren Volksgärten des mittleren Ruhrgebiets wie dem Volksgarten Lütgendortmund und dem Rombergpark in Dortmund, sowie dem Volksgarten Kray und dem Grugapark in Essen. Der Volkspark wurde und wird von den Mitarbeitern der ehemals naheliegenden Opel-Werke zur Erholung genutzt. Die Größe des Parks liegt bei 9,4 Hektar. Zum Baumbestand zählen 80 Sorten verschiedener Laub- und Nadelbäume. Im Juli 2021 war die Erneuerung des Parks durch die Stadt Bochum abgeschlossen. Der grüne Charakter der im Stil eines englischen Landschaftsgartens gestalteten Grünanlage wurde beibehalten. Der Spielplatz wurde vergrößert und neu strukturiert. Dieser hat nun Spielflächen zum Rutschen, Schaukeln, Balancieren und Klettern sowie große Sandspielflächen mit Sitzgruppen.
Rückzugsbereiche befinden sich im neu gestalteten Rosengarten sowie im Pergolagarten. Für das Fontänenbecken verwendete man Waschbeton. Es gibt eine Boulebahn und zahlreiche Beete voller essbarem Gemüse, die von einer Urban-Gardening-Gruppe gepflegt werden. Alle Wege des Parks wurden überarbeitet. Der sanierte Fußweg führt nun direkt in den Park und verbindet das Zentrum mit der Oase am Alten Bahnhof.